# Blumfield

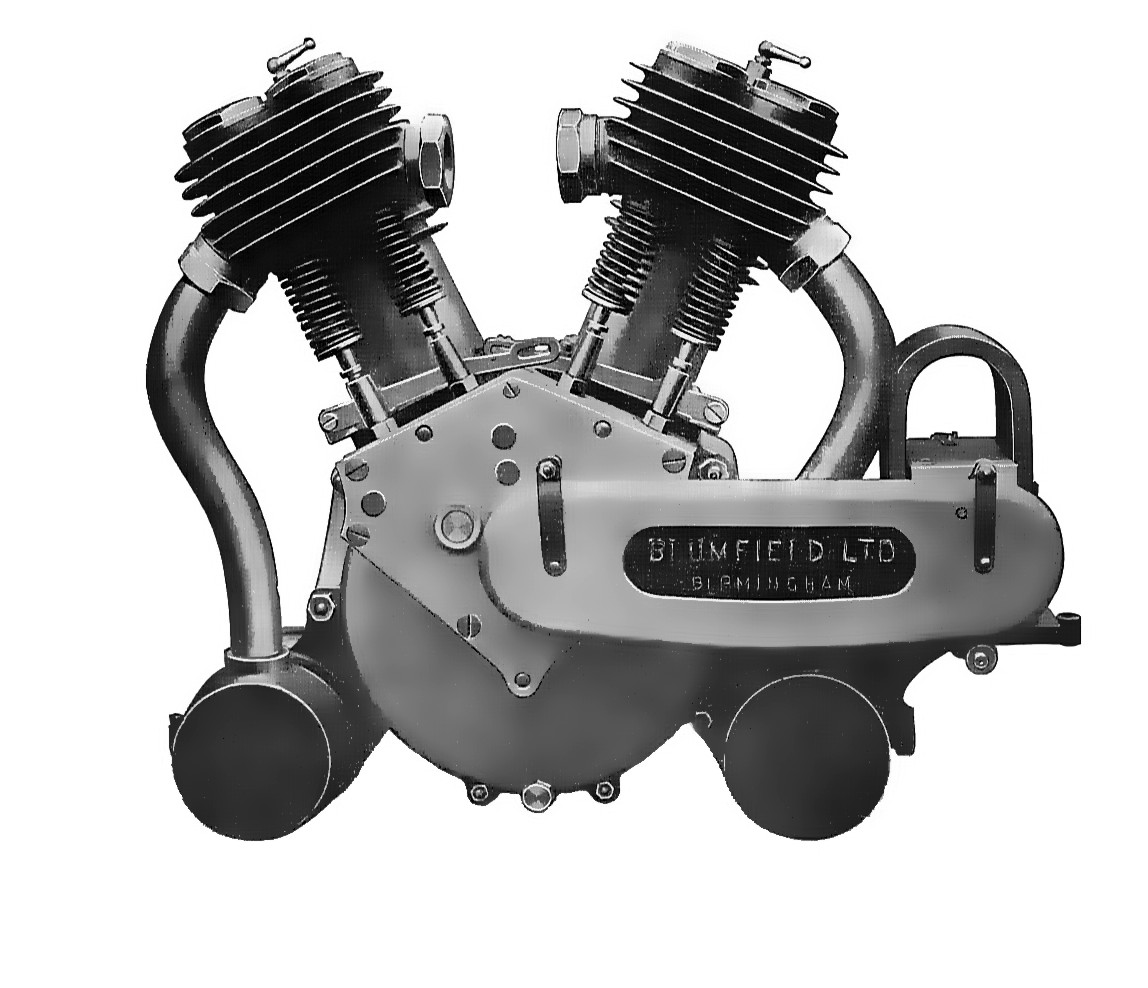
Blumfield V-twin (ca. 1912)

Blumfield is een Brits historisch merk van motorfietsen en inbouwmotoren.
De bedrijfsnaam was: Blumfield Limited, Birmingham.
Al in 1903 reed er een Blumfield-motorfiets door de straten van Birmingham. Dat was waarschijnlijk een privé-project van T.W. Blumfield, die voor de gelegenheid een Belgische Minerva-snuffelklepmotor in een eigen frame had gemonteerd. In die tijd werkte hij waarschijnlijk nog voor Pennington in Coventry.
Pas in 1910 werden complete Blumfield-motorfietsen op de markt gebracht en ook (met matig succes) ingezet in de Isle of Man TT. Het waren voor die tijd gebruikelijke 5- en 7pk-modellen met riemaandrijving, maar wel door Blumfield zelf ontwikkelde V-twins. Dit waren luchtgekoelde motoren, maar Blumfield zou zich als snel specialiseren in watergekoelde V-twins die als inbouwmotor voor cyclecars werden verkocht. De productie eindigde in 1913, maar tot dat moment waren er ook nog steeds motorfietsen gemaakt.